# Geschlossener Vokal
Mit geschlossenen Vokalen sind diejenigen Vokale gemeint, bei denen der Mund am wenigsten von allen Vokalen geöffnet ist. Dabei ist der Winkel der beiden Kiefer klein, die Zunge nimmt eine hohe Stellung ein. 
Als „geschlossen“ werden die  „i“- „ü“- und „u“-Laute bezeichnet,  während die „a“-Laute zu den offenen Vokalen zählen. Der Begriff geschlossener Vokal entspricht dem Begriff hoher Vokal und enger Vokal. Zwischen den „geschlossenen“ und den „offenen“ liegen die mittleren Vokale, die entsprechend mit einer mittleren Mundöffnung gesprochen werden. Bei den mittleren Vokalen kann man auch zwischen halbgeschlossenen und halboffenen Vokalen unterscheiden.

## Deutsche Beispiele für geschlossene Vokale
Geschlossene Vokale sind:
- [ɪ] (kurz) in „litt“
- [i] (kurz) in „binär“
- [iː] (lang) in „Lied, dir“
- [ʏ] (kurz) in „wüsste“
- [y] (kurz) in „Physik“
- [y:] (lang) in „Wüste“
- [ʊ] (kurz) in „Sucht“
- [u] (kurz) in „kulant“
- [uː] (lang) in „sucht“.

Dabei sind die Kurzvokale [i], [y] und [u] auf Fremdwörter beschränkt; sie werden als gespannt (englisch tense) bezeichnet im Gegensatz zu den einheimischen Kurzvokalen [ɪ], [ʏ] und [ʊ], die entsprechend ungespannt (englisch lax) sind. Vergleicht man etwa sorgfältig den Stammvokal der Wörter „wüsste“, „Physik“ und „Wüste“, wird der Unterschied zwischen diesen Lauten nachvollziehbar.